# Cocoon Recordings
Cocoon Recordings is een platenlabel dat elektronische muziek (minimal en techno) uitbrengt. Het is opgericht in 2000 en wordt beheerd door dj en producer Sven Väth. Het label is gevestigd in Frankfurt, Duitsland en is onderdeel van Cocoon Music Event GmbH.

## Artiesten
| - Adam Beyer - Anthony Rother - Beroshima - David K - Daze Maxim - Dominik Eulberg - Frank Lorber | - Funk D'Void - Guy Gerber - Jacek Sienkiewicz - Legowelt - Loco Dice - Ricardo Villalobos - Pascal F.E.O.S. | - Richard Bartz - Roman Flügel - Steve Bug - Sven Väth - Tobi Neumann - Zombie Nation - Rumen Lishkov a.k.a.Rully |

## Compilaties
- 2008 Cocoon Compilation H (cd, unmixed)
- 2007 Raresh & André Galuzzi - Freak Show (2cd, mixed)
- 2007 Cocoon Compilation G (cd, unmixed)
- 2006 Sven Vath In The Mix - The Sound Of The Seventh Season (2cd, mixed)
- 2006 Cocoon Compilation F (cd, unmixed)
- 2005 Sven Vath In The Mix - The Sound Of The Sixth Season (2cd, mixed)
- 2006 Väth & Hawtin In The Mix - The Sound Of The Third Season (2cd, mixed)
- 2004 Loco Dice & Villalobos - Green & Blue (2cd, mixed)
- 2003 Funk D'Void - iFunk (cd, mixed)
- 2003 Ricardo Villalobos - Taka Taka (cd, mixed)
- 2002 Cocoon Compilation C (cd, unmixed)
- 2001 Steve Bug - presents The Flow (cd, mixed)
- 2001 Cocoon Compilation B (cd, unmixed)
- 2000 Cocoon Compilation A (cd, unmixed)